# یوتی‌آی
یوتی‌آی (انگلیسی: Universal Technical Institute) شرکت آموزش آمریکایی است، که در سال ۱۹۶۵ تأسیس شد.